# علی‌اکبر کاوه
علی اکبر کاوه حقیقی  (۱۲۷۳ در شیراز – ۵ شهریور ۱۳۶۹ در تهران) فرزند میرزا علی محمد خان شیرازی یکی از شاگردان عماد الکتاب و از استادان بنام در خوشنویسی و نسخ نویسیایرانی است.
زندگی‌نامه
علی اکبر کاوه حقیقی در سال ۱۲۷۳ در شیراز به دنیا آمد.
او فرزند میرزا علی محمدخان شیرازی یکی از شاگردان عمادالکتاب و از استادان بنام در خوشنویسی و نستعلیق‌نویسی ایرانی است.
چون از کودکی عشق و علاقه وافری به هنر خوشنویسی داشت، هر قطعه از خطوط استادان که به دستش می‌افتاد، از روی آن مشق و تمرین می‌کرد.
پدرش به محض آگاهی از عشق او به خوشنویسی، وی را نزد استادان زمان گذاشت تا به تکمیل هنر خود بپردازد.
سرانجام به مکتب آخرین استاد ارجمند خود «میرزا محمد حسین» (عماد الکتاب) راه یافت و از محضر او بهره فراوان برد و از بهترین شاگردان او شد.
مرتبه هنر استاد کاوه تا به آن درجه رسید که مرحوم محمدتقی بهار (ملک الشعرا) در نامه‌ای وی را «میرعماد عصر» لقب داده‌است.
نقطه عطف زندگی هنری استاد کاوه را باید در آشنایی با استاد عالیقدرش و بهره‌وری از تعالیم عالیه او دانست، دیدار کاوه جوان و مشتاق با عمادالکتاب، مقارن با دوران کمال توانایی و اوج سیر تحول و تکامل هنری عمادالکتاب بود؛ کاوه در چنین احوالی و با اندوخته و تعالیمی که از محضر کاتب همایون و کاتب الخالقان، استادان توانای اواخر دوره قاجار حاصل کرده بود به محضر عمادالکتاب راه یافت.
او در این مرحله از خوشنویسی نیازمند به درک عمیق و تجربه فنی مطلوب از ساختارهای ترکیبی خط نستعلیق بود که بهره‌مندی از برش‌های مطلوب و شیوه شیرین استاد عالی مقام خود عمادالکتاب به دریافتهای تکمیلی خویش، تعادل، لطف و ملاحت بخشید.
اندکی پس از درگذشت عمادالکتاب، جمال خط کاوه به جوهره اصلی وسرشت ذاتی خود میل کرده و به گونه‌ای مستقل چهره می‌نماید.
از سال ۱۳۳۰ تا ۱۳۴۰ دوران شکوفائی و اوج قدرت و کمال هنر استاد کاوه است.
سرپنجه شاهکار آفرینش، فارغ از تقلید و با اعتماد به خویش و متکی به نفس، قلم سحار را به جولان درمی‌آورد، تا جائی که زبان گویای بنان و جریان سوار مرکب بر کاغذ تحریرش، بیننده آگاه را مجذوب و منقلب می‌کند.
استاد کاوه از سال ۱۲۹۸ به سمت منشی مخصوص در وزارت دارایی به خدمت مشغول شد و پس از چندی بر حسب دعوت یحیی قراگزلو (اعتمادالدوله) وزیر فرهنگ وقت از وزارت دارایی به وزارت فرهنگ منتقل شد و سالهای متمادی در دبیرستانهای تهران از قبیل: دارالفنون، ثروت، سیروس، کالج، شاهدخت، شرف و علمیه به تعلیم خط اشتغال داشت، تا اینکه بازنشسته شد.

## شاگردان
علی‌اکبر کاوه شاگرد استادان بزرگی چون سید حسین تفرشی و محمدحسین عمادالکتاب بود و شاگردان صاحب‌نامی نزد او تعلیم دیدند ازجمله: علی راهجیری، سیف‌الله یزدانی، نصرالله معین (معین الکتاب)، محمد سلحشور، نصرالله افجه‌ای، عباس منظوری، ابوالحسن محصص مستشاری، مهدی کریمی، محمدتقی معمار جعفری، ولی‌الله پروانه، علی ابریشمکار، جهانگیر کوجک‌زاده، ناصر خانلرزاده، سید قوام شفق، مهدی مقدسیان، منصور معالی، یحیی جعفری، یوسف بوذری، جهانگیر نظام العلما، محمد زمان فراست و محمدتقی معمارجعفری.